# SN 1999cp
SN 1999cp – supernowa typu Ia odkryta 4 lipca 1999 roku w galaktyce NGC 5468. Jej maksymalna jasność wynosiła 13,91m.